# Tipula (Yamatotipula) afriberia
Tipula (Yamatotipula) afriberia is een tweevleugelige uit de familie langpootmuggen (Tipulidae). De soort komt voor in het Palearctisch gebied.